# 異邦の騎士
『異邦の騎士』（いほうのきし）は、1988年に発表された島田荘司の推理小説。代表作である『占星術殺人事件』『斜め屋敷の犯罪』に続く御手洗潔シリーズの長編第3作である。

## 解説
本作品は作者最初の執筆作品で、第一稿の執筆を1979年1月26日に開始しているが、出版されたのは1988年である。出版を遅らせた最大の理由は、デビュー1作目としてはパンチが足りないと思ったためで、次回作、もしくは第3作くらいが適当と考えたことにある。2番目の理由は、タイトルが決まらなかったためで、やむなく『良子の思い出』と仮題をつけて机の引き出しに放り込んで、そのまま存在自体を忘れてしまったことにある。作品中で良子がいたことになっている高円寺のアパートと、主人公を連れて行く元住吉のアパートには、どちらも執筆当時に親友が住んでいた。
「このミステリーがすごい! 」1988年5位に選出、1989年「第42回日本推理作家協会賞」候補にノミネート。『週刊文春』が推理作家や推理小説の愛好者ら約500名のアンケートにより選出した「東西ミステリーベスト100」の国内編で、本作品は2012年版で56位に選出されている。

## あらすじ
目覚めるとベンチの上だった。そして、「俺」は自分が記憶を失っていることに気が付く。日付は昭和53年3月18日で、そこが高円寺であることは分かったが、それ以上は何も分からなかった。すると、若い愛らしい娘がサングラスをかけた若い男と言い争いをして平手打ちされるシーンに出くわす。娘は俺の胸に飛び込み、サングラスの男は去って行った。娘は石川良子と名乗り、サングラスの男は彼女のヒモだと言う。彼女はヒモから逃れるため、明日引っ越したいと言い、俺にトラックの運転を頼む。運転免許証はなかったが、お互い大丈夫と決め込んで引き受けた。翌朝、東横線の元住吉駅近くのアパートに住まいを決め、そこで2人で暮らし始める。名前のない俺は石川敬介と名乗り菊名の工場で勤め始め、平穏で幸福な毎日が続く。
5月25日、何となく自分がテンビン座だという確信もあって専門家と話してみれば何か分かるかも知れないと思いつき、綱島駅で降りて「御手洗潔占星学教室」を訪ねる。そこで御手洗がかけたチック・コリアのレコードを聴いたとたん、自分はこんなのが好きだったことを思い出した。こうして、いつでも来てくれという御手洗と友人になる。帰宅した俺は印鑑の入った引き出しの中に自分の運転免許証を見つける。免許証に記載されていた名前は益子秀司、住所は荒川区西尾久だった。良子に聞くと、俺の上着にあったものを隠したもので、しばらくはその住所を訪ねないで欲しいと言う。良子はその住所に俺の妻子がいて俺がそこへ戻ることを恐れていると考え、元の住所を訪ねないことを約束する。
しかし、7月30日、良子が店を休んで故郷の松島に帰っている間に元の住所のアパートを訪ねた俺だが、そこに1月から住んでいると言う中年女性が、前の住人の益子は妻が子供を殺して首を吊って自殺した後、出て行ったのだと言う。そして、彼女から手渡された引っ越し先のメモには、自分の筆跡で墨田区九広の住所が記されていた。そうして訪れた九広の家で俺は、自分の筆跡で1ページ目に「千賀子、菜々へ」と記されたノートと、ノートに挟まれた千賀子の日記を見つける。
千賀子の日記には、仕組まれた追突事故で借金を抱え、サラ金会社の社長の井原とヤクザまがいの山内によって身体を弄ばれ、何度も失神するまで首吊りをさせられたことが記されていた。そして俺のノートには、さんざんおもちゃにされて首を吊らされて死んだ妻と、心中自殺に見せかけるために殺された娘の復讐のために山内を殺し、さらに3月16日、翌日の夜に井原の殺害を決行することが記されて終わっていた。そこから推測されるのは、俺は3月17日に井原を殺そうとして返り討ちに遭い、記憶を失うほどの暴行を受け、あるいは薬物の投与を受けて記憶を失い、その結果、3月18日の朝、高円寺で目覚めたのだろうということだった。井原が俺を殺さなかったのは、税金の申告日である5月31日から2ヵ月間はこれまでの悪事が露見しないよう警察沙汰に注意する必要があったのだろうと考えた。
そして、2ヵ月が過ぎた今日、7月31日、俺は殺された妻と娘のためではなく良子との生活を守るために、殺される前に井原を殺そうと決意する。

## 登場人物
「俺」
記憶を失っているため「石川敬介」を名乗る。自分がテンビン座だという確信はある。ジャズが好き。本名は益子秀司らしい。
石川良子
若い愛らしい娘。ヒモに貢ぐため水商売で働いていた。「俺」と一緒に元住吉で暮らすようになってからはケーキ屋で働いている。松島出身。
サングラスの男
良子のヒモ。
御手洗潔
占星術師。
千賀子
益子秀司の妻。育ちが良く気位が高い。電子オルガン2級の免状を持っている。
菜々
秀司と千賀子の娘。
井原源一郎
サラ金会社「フレンドローン」の代表取締役。
山内恒太郎
井原の相棒。元ヤクザ。